# 伯頓山
72°33′S 166°44′E / 72.550°S 166.733°E
伯頓山（英語：Mount Burton）是南極洲的山峰，位於維多利亞地的博克格雷溫克海岸，處於奧蘇加冰川終點西面，屬於巴克山脈的一部分，海拔高度2,740米，由新西蘭探險隊命名，現時由南極條約體系管理。